# Chipre en los Juegos Paralímpicos de Tokio 2020
Chipre estuvo representado en los Juegos Paralímpicos de Tokio 2020 por tres deportistas, dos mujeres y un hombre.

## Medallistas
El equipo paralímpico chipriota obtuvo las siguientes medallas:
| Nombre               | Deporte  | Evento                    |
| -------------------- | -------- | ------------------------- |
| Oro                  |          |                           |
| Karolina Pelendritou | Natación | 100 m braza SB11 femenino |
| Plata                |          |                           |
| —                    |          |                           |
| Bronce               |          |                           |
| Karolina Pelendritou | Natación | 50 m libre S11 femenino   |